# Червато
Червато (итал. Cervatto) је насеље у Италији у округу Верчели, региону Пијемонт.
Према процени из 2011. у насељу је живело 22 становника. Насеље се налази на надморској висини од 986 м.

## Становништво
| 1936. | 1951. | 1961. | 1971. | 1981. | 1991. | 2001. | 2011. |
| ----- | ----- | ----- | ----- | ----- | ----- | ----- | ----- |
| 160   | 164   | 150   | 85    | 78    | 51    | 49    | 48    |